# Aponoeme castanea
Aponoeme castanea là một loài bọ cánh cứng trong họ Cerambycidae.